# Tour Söyembikä
La tour Söyembikä (russe : Башня Сююмбике et tatar : Сөембикә манарасы, Sөyembikə manarası) est une tour de garde du kremlin de Kazan. Ce dernier est inscrit sur la liste du patrimoine mondial de l'UNESCO depuis 2000.
Cette tour Söyembikä est une tour penchée (comme la Tour de Pise), du côté nord-est. À certains moments, son inclinaison par rapport à l'axe vertical atteint 1,98 m (pour environ 4 m à la Tour de Pise).

## Histoire

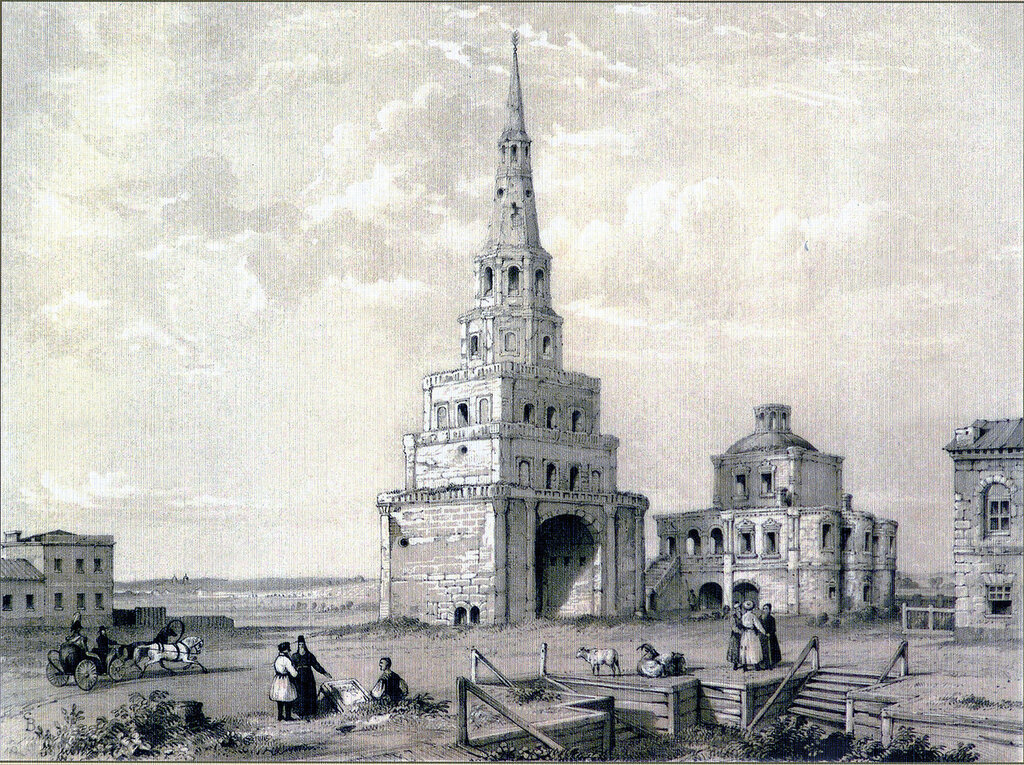
La tour sur une gravure de E. Turnerelli, au début du XIXe siècle

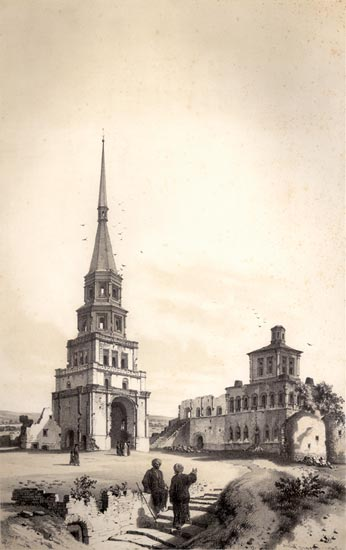
La tour sur une lithographie de A Diouran, au milieu du XIXe siècle

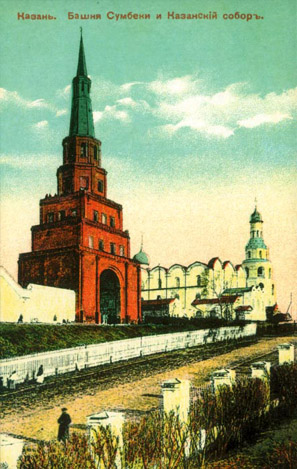
Tour sur une carte-postale, début du XXe siècle

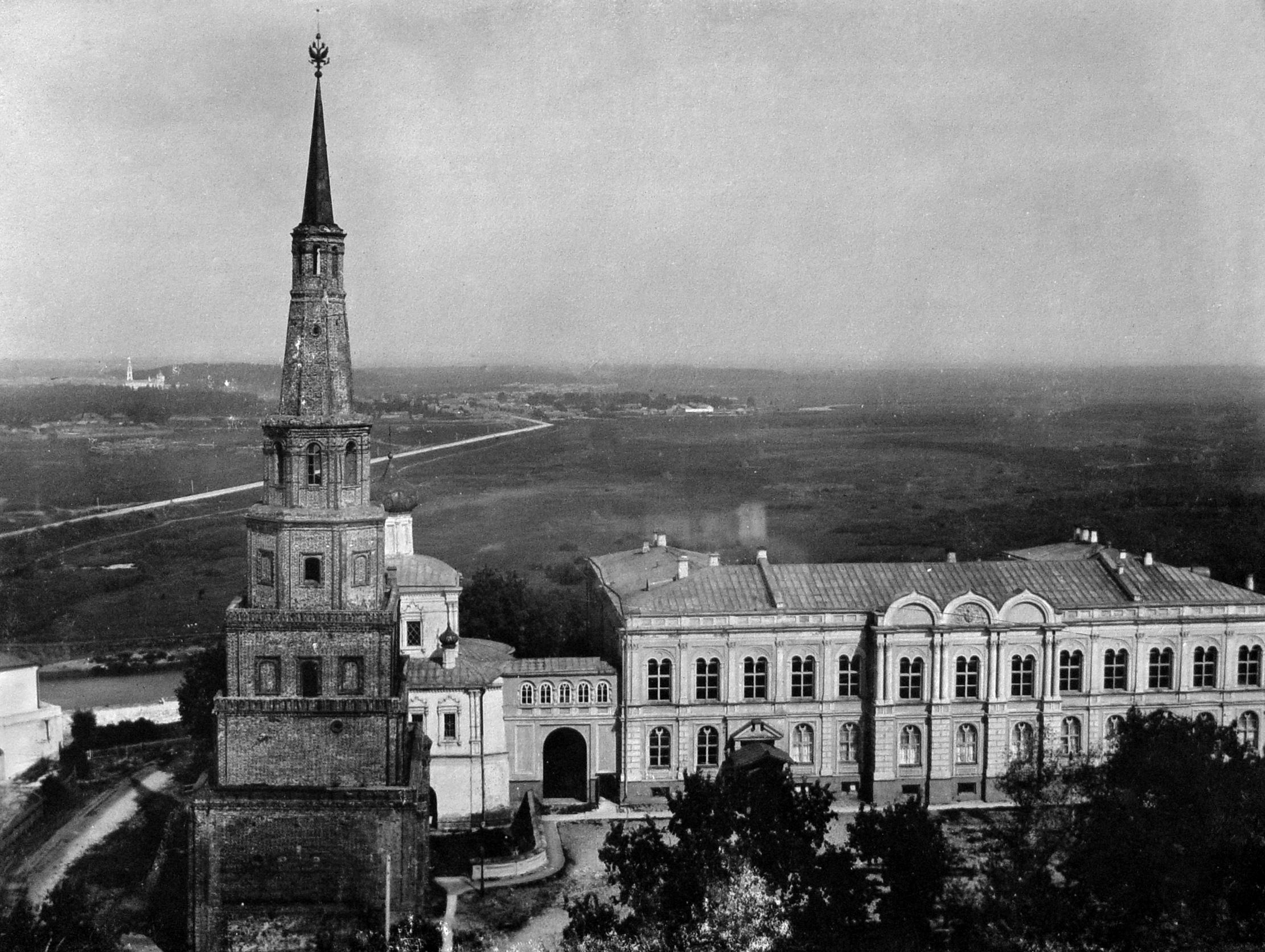
Vue de la tour et de la Cathédrale de l'Annonciation de Kazan; photographie d'avant 1914.

### Construction
La question de la date de construction fait l'objet de controverses : certains scientifiques datent celle-ci du XVIIe siècle ou XVIIIe siècle, d'autres la datent de la seconde moitié du XVIe siècle, d'autres encore de la période du Khanat de Kazan qui s'est terminée en 1552.
Il n'existe pas de documents historiques décrivant la construction de la tour. La raison en est qu'elles se trouvaient au département du Palais de Kazan, qui regroupait tous les documents relatifs à Kazan du XVIe siècle et du XVIIe siècle, qui a brûlé lors de l'incendie de Moscou en 1701. Les documents relatifs à la période du khanat de Kazan n'ont pas non plus été conservés et ont été détruits lors de la prise de Kazan.

#### Hypothèses relatives à l'existence de la tour pendant la période du khanat de Kazan
N. Zagoskine professeur historien à l'université impériale de Kazan incline à une construction de la tour durant la période du khanat de Kazan.
N. Spasski, chercheur du début du XXe siècle, suggère que les étages inférieurs de la tour ont été construits à l'époque du khanat tandis que le reste l'aurait été au XVIIIe siècle lors de la conversion de l'ancienne mosquée Nur-Ali en mosquée.
Selon cette version, la construction de la tour est liée au règne du khan Muhammad Amin (en). En 1487, après une longue guerre civile, le jeune Muhhamad Amin accède au trône de Kazan grâce à l'aide militaire et politique du grand-duc de Moscou Ivan III. Il a été élevé dans la ville de Kassimov, puis à Moscou, et Ivan III l'a traité comme son fils adoptif. Le règne de Muhhamad Amin met fin à une période d'affrontements sanglants et se prolonge durant 21 ans, avec quelques interruptions. Ce khan devint célèbre dans l'histoire en tant que souverain éclairé, mais aussi comme poète et protecteur des arts. Après son accession au trône, suivant un accord mutuel du au trop jeune âge de Muhammad Amin, le souverain de Moscou Ivan III prend le titre de Grand prince de Bulgarie. Durant plusieurs années Muhammad Amin vit à Moscou où il assiste à la construction de la tour Borovitskaïa au Kremlin de la ville de Moscou, qui est dirigée par le grand architecte italien originaire de Bologne Aristotile Fioravanti. Le jeune khan se rend compte que Moscou grave véritablement ses ambitions dans la pierre et quand il retourne à Kazan il est possible qu'il ait demandé à Ivan III d'envoyer à Kazan un architecte italien pour construire un édifice perpétuant la paix entre Moscou et Kazan.
Des études ont démontré que le constructeur de la tour Söyembikä pourrait avoir été Aristotile Fioravanti ou un de ses étudiants du fait des correspondances architecturales constatées avec des travaux de l'architecte italien à Bologne comme des tours de Bologne telle que celle appelée Torre dell'Arengo de la Piazza Maggiore. La taille des briques qui ont servi à la construction de la tour à Kazan plaide entièrement en faveur de cette hypothèse. Le standard introduit pour les briques a été introduit par Fioravanti à son arrivée à Moscou. La norme russe adoptée sous le gouvernement de Boris Godounov à la fin du XVIe siècle était fort différente ce qui démontrerait que la tour n'a pas pu être construite au XVIIe siècle par des architectes russes. 
En même temps, la composition chimique des briques correspond en grande partie à celle des briques des constructions du 
Khanat bulgare de la Volga. Ainsi, la tour Söyembikä, peut avoir été construite selon le projet d'un architecte italien par des artisans tatares entre 1490 et 1520. Elle aurait été conservée après la prise de la ville par Ivan le terrible parce que, pour ce tsar, elle servait d'excellente tour de guet mais aussi de symbole du passage d'Ivan le terrible par Kazan au XVe siècle.

#### Version de la construction de la tour durant la période russe de Kazan
Selon un ouvrage faisant autorité Kazan dans les monuments d'histoire et de culture réalisé sous la direction de S. Aïdarov, A. Khalikov, М. Khassanova, I Aleev , la tour daterait des années 1645-1650.
Dans l'édition académique Histoire de Kazan, А. Khalikov er S Alichev affirment que la tour Söyembikä a été construite au milieu du XVIIe siècle à l'endroit où existait déjà une tour du Khan.
Par ailleurs, les hypothèses d'une construction plus ancienne que la seconde moitié du XVIIe siècle ne sont pas confirmées par les anciennes représentations existants de la ville de Kazan réalisées par des voyageurs qui l'ont visitée. Sur la première représentation par un savant saxon du nom de Adam Olearius, qui visite la ville en 1638, la tour est absente. Elle n'est pas non plus représentée sur le Dessin de Kazan au XVIIe siècle dans la monographie de Nicolas Witsen d'Amsterdam intitulée Tartarie du Nord et de l'Est daté de 1692
Les partisans de la version suivant laquelle la tour a été construite à la fin du XVIIe siècle prennent comme date les années qui suivent 1690. Ceci est confirmé par la présence d'éléments d' ordre architectural tels que les colonnes sur des socles, les chirinkas entourant le parapet, mais encore la forme caractéristique des fenêtres surmontées d'arcs de forme légère, caractéristique de cette période dans le baroque de Moscou. La forme pentue du chatior et la composition en gradins trouve des équivalents au chatior de la tour du Monastère Saint-Joseph de Volokolamsk , ainsi qu'à la tour Borovitskaïa et la tour Beklemichevskaïa du Kremlin de Moscou.

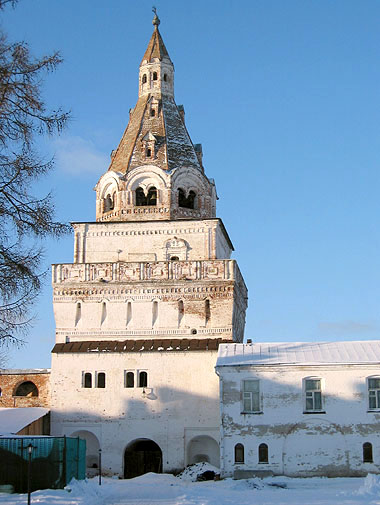
Tour du Monastère Saint-Joseph de Volokolamsk datant du XVIIe s.

La sévérité générale de la décoration permet de dater d'une période ultérieure qui court jusqu'aux années 1730 quand l'aigle à deux têtes a été installé sur la tour.
La lecture des plans de la ville de Kazan, permet également de dater la construction de la tour du début du XVIIIe siècle, durant les années 1717—1718, c'est-à-dire à l'époque de Pierre Ier le Grand . S. Sanatchine en se basant sur l'étude cartographique date l'édifice des années 1694 à 1718 .

### Sommet de la tour
L'aigle à deux têtes du sommet de la tour a été posé en 1730.
Selon la légende des tatars de Kazan c'est dans la partie supérieure de la tour que d'importants documents ont été signés qui ont trait à la culture et à l'histoire tatare.
En février 1918, à l'initiative du Commissariat central aux affaires musulmanes à Moscou, des décrets relatifs à la restitution de monuments à la nation tatare ont été signés . Ils concernaient notamment la tour Söyembikä et le caravansérail d'Orenbourg. Le journal Pravda, le 14 mars 1918, relate le transfert de la propriété de la tour au peuple tatar. À la même époque l'aigle a deux tête a été remplacé au sommet de l'édifice par un croissant symbole de la religion des Tatars.
Dans les années 1930, dans le cadre de la politique antireligieuse le croissant a été enlevé du sommet de la tour.
Durant la Perestroïka (à la fin des années 1980), à la demande de la communauté tatare, un nouveau croissant doré a été installé au sommet de l'édifice.

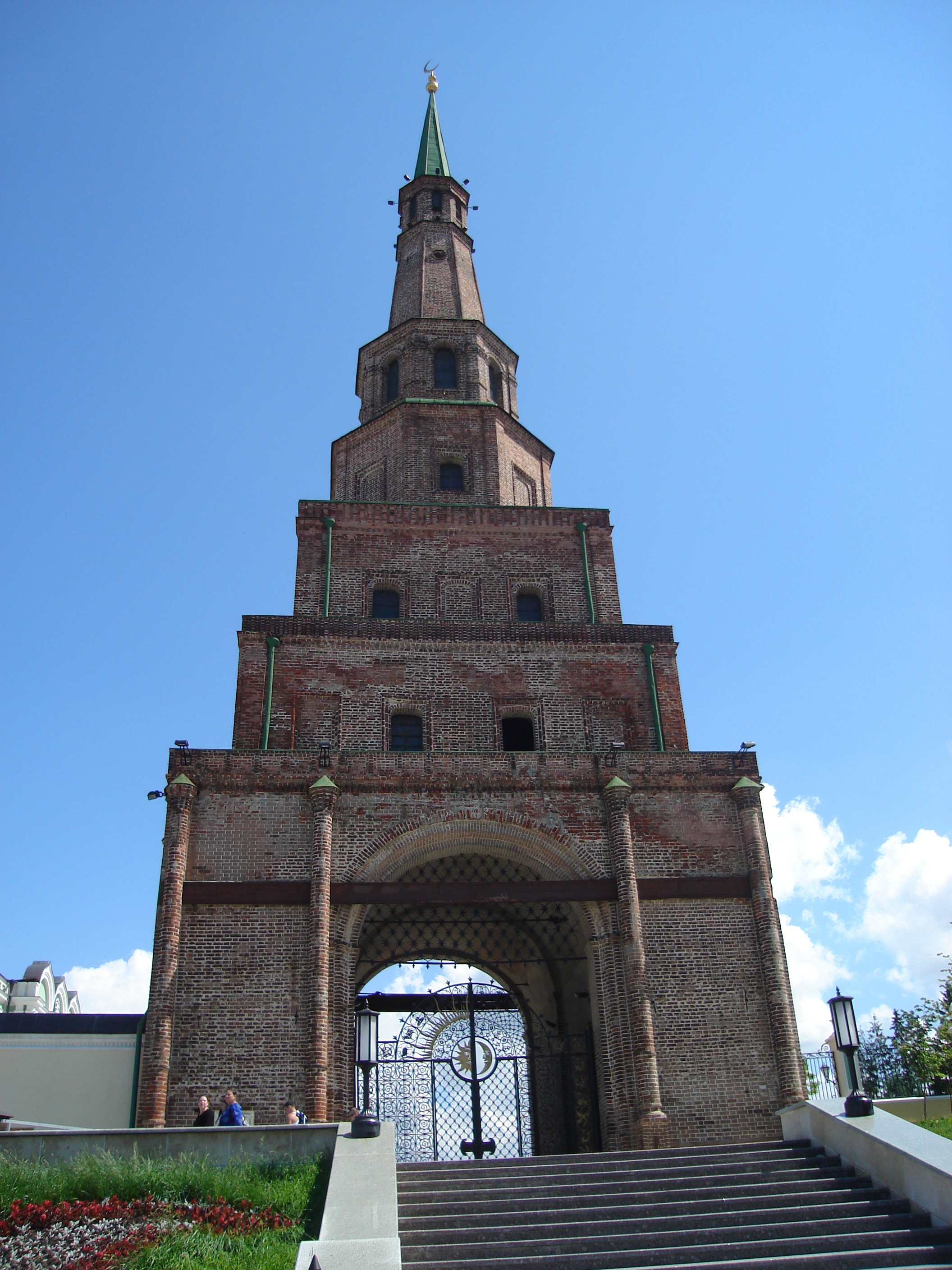
Vue de la tour du côté ouest.

## Architecture
La tour est située à l'intérieur de l'enceinte du kremlin de Kazan, mais séparée de celle-ci. En raison de sa position elle servait de tour de guet, de tour sentinelle fortifiée. Du sommet une vue lointaine s'ouvre sur la rivière Kazanka, sur le fleuve Volga et sur les environs. 
Les fondations de la tour reposent sur des pilotis de chêne. Les murs sont de briques reliées par du mortier.
La tour comprend 7 niveaux : les trois premiers niveaux sont en forme de carré entouré d'un goulbichtché à ciel ouvert; les deux suivantes sont de forme octogonale faites de briques à facettes et sont ouvertes par de larges baies; elles sont surmontées d'un chatior puis d'un lanterneau avec flèche de couleur verte, dont le sommet est garni du croissant de lune.
Les bords de chaque niveau sont garnis de lésènes ou de moulures en brique fines. Sur les façades est et ouest les pylones du rez-de-chaussée sont garnis de colonnes supplémentaires d'ordre corinthien.
La hauteur totale est de 58 m (34 sagènes 6 pieds).

## Dénomination

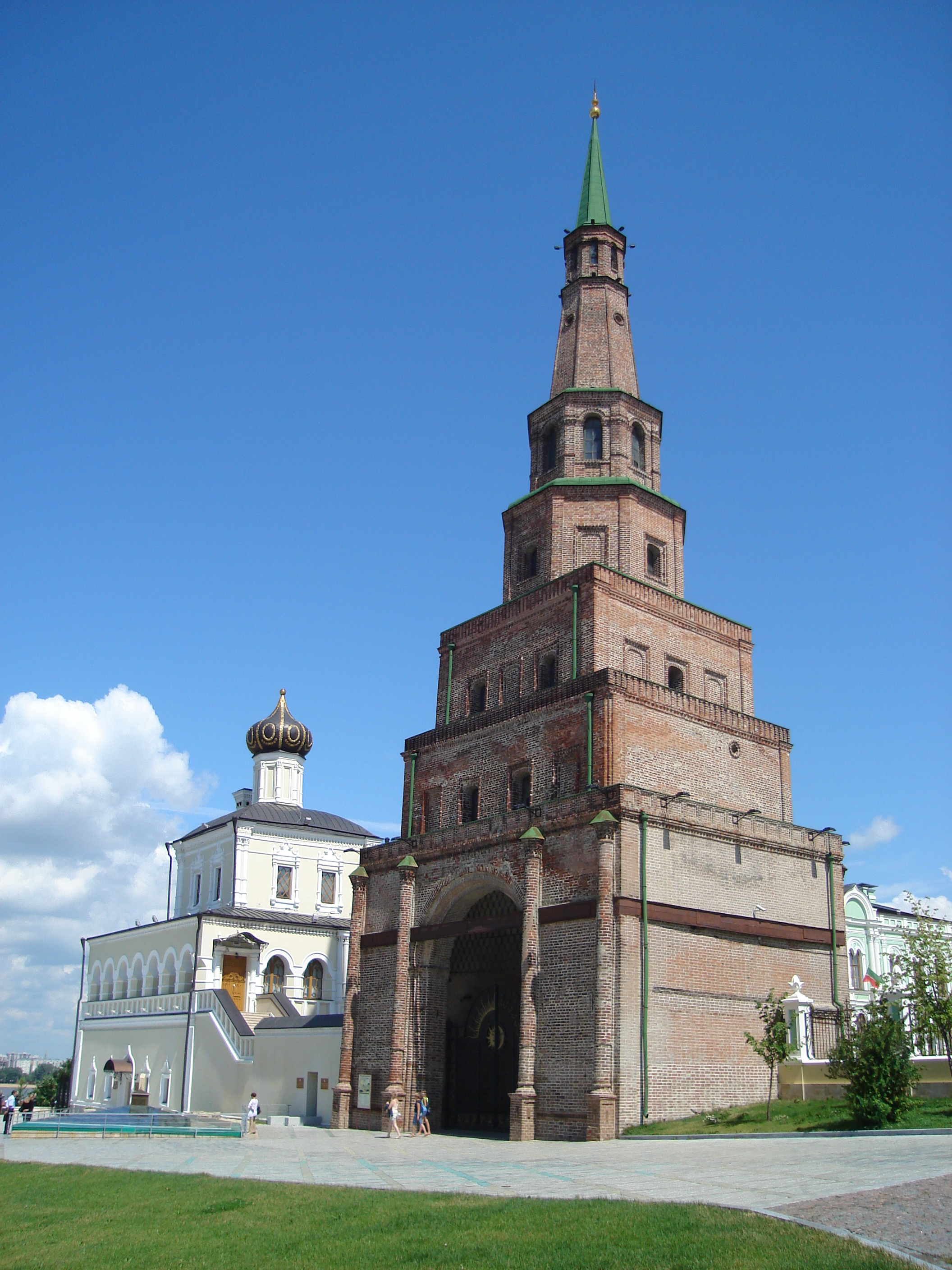
Soyembika

Söyembikä (en tatar : Сөембикә), née en 1516 et morte après 1554 à Moscou, fut régente de Kazan. Derrière la tour se trouve un mausolée contenant le sarcophage de Söyembikä.
La première mention de la tour dans des écrits remonte à 1777, quand elle est indiquée sur les plans du kremlin de la ville de Kazan .
La première mention littéraire de tour Söyembikä date de 1832 dans le quatrième numéro du journal de Kazan Zaboljski Mouraveï, au chapitre X de l'essai Kazan. Ce nom est ensuite devenu commun.
Le nom tatar Söyembikä manarassy n'apparaît qu'au XIXe siècle:119. À l'origine, en langue tatare, elle était appelée Khan Djami ou Khan Metchet, ce qui reflète la mémoire de la mosquée du khan de Kazan
Les partisans de la version de l'existence de la tour sous le khan de Kazan suggèrent que celle-ci était liée à l'origine à la mosquée du khan Nour-Ali, et probablement liée aussi à la fonction de minaret.

## Légende
Plusieurs légendes ont trait à la tour mais n'ont aucun fondement scientifique. Elles incluent parfois des faits historiques. 
Selon l'une d'elles la tour a été construite par la reine Söyembikä en souvenir de son époux Safa-Guireï, mort en 1549.
Selon une autre, elle aurait été construite sur ordre d' Ivan le Terrible en sept jours (symbolisés par les sept étages) après la prise de Kazan en 1552, selon les conditions posées par la reine Söyembikä qui se jeta ensuite du 7e étage. Dans une version de cette légende le tsar russe propose à la reine de l'épouser.
Il existe aussi une légende suivant laquelle des documents de la période du Khan Tatare ont été conservés longtemps au sommet de la tour. Le jour ou le gouverneur de Kazan a voulu les examiner et les faire descendre il s'est avéré qu'il n'y avait aucun document.  

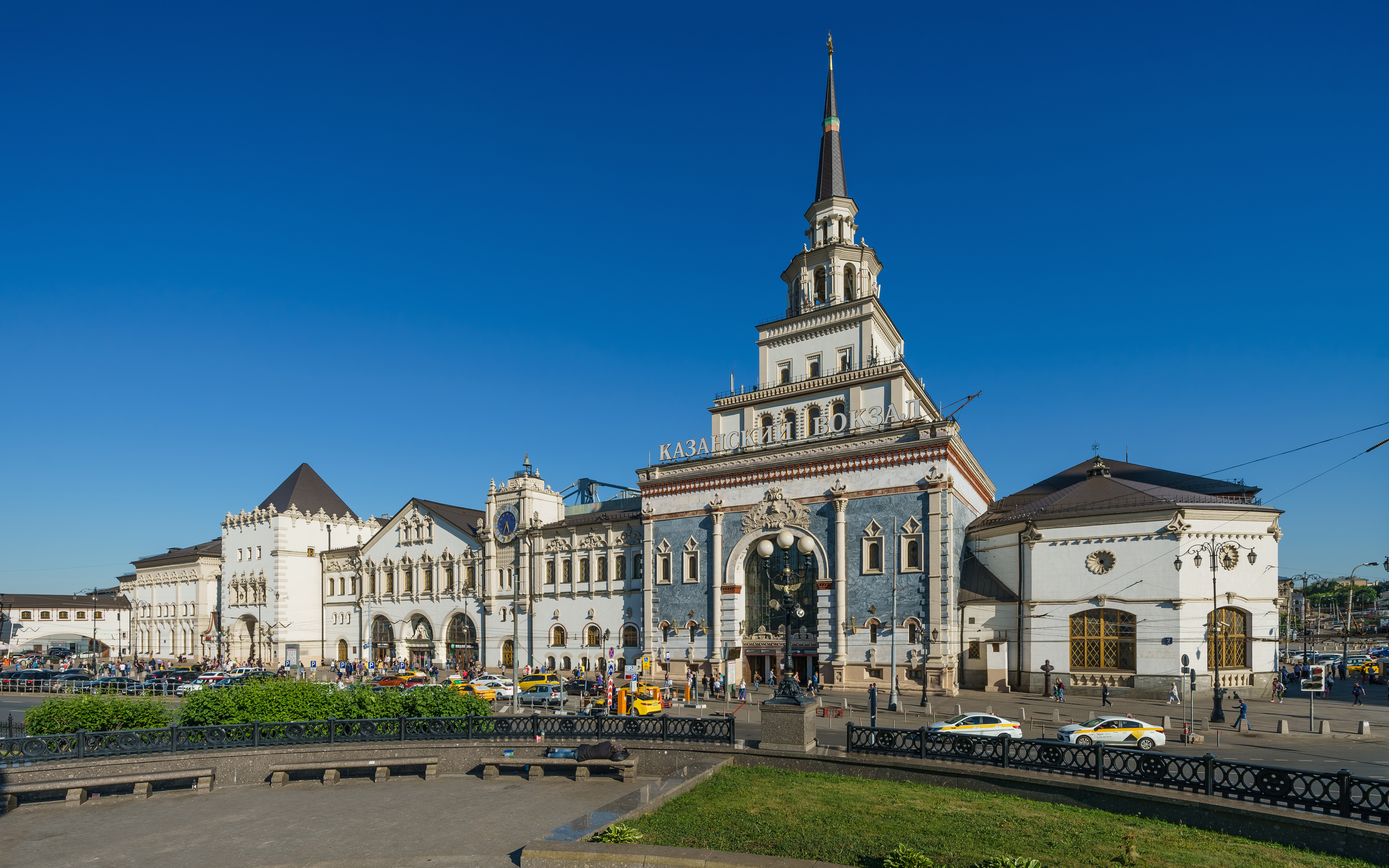
La Gare de Kazan à Moscou reproduit la silhouette de la tour de Kazan.

## Place dans la culture
La tour Söyembikä est le symbole de la ville de Kazan. La tour principale de la gare de Kazan à Moscou reproduit la tour à gradin du Kremlin de Kazan (La tour Söyembikä). 